# Myresjö, Småland
Myresjö är en sjö i Vetlanda kommun i Småland och ingår i Emåns huvudavrinningsområde. Sjön är 20,5 meter djup, har en yta på 0,282 kvadratkilometer och befinner sig 183,8 meter över havet.

## Delavrinningsområde
Myresjö ingår i det delavrinningsområde (636612-147916) som SMHI kallar för Mynnar i Gnyltån. Medelhöjden är 205 meter över havet och ytan är 34,83 kvadratkilometer. Det finns inga delavrinningsområden uppströms utan avrinningsområdet är högsta punkten. Lillån som avvattnar avrinningsområdet har biflödesordning 3, vilket innebär att vattnet flödar genom totalt 3 vattendrag innan det når havet efter 128 kilometer. Delavrinningsområdet består mestadels av skog (81 procent) och jordbruk (11 procent). Avrinningsområdet har 0,28 kvadratkilometer vattenytor vilket ger det en sjöprocent på 0,8 procent.